# Gesundbrunnen (Bautzen)
Gesundbrunnen, obersorbisch Strowotna studnjaⓘ, ist ein Bautzener Stadtteil und in großen Teilbereichen identisch mit dem Wohngebiet Gesundbrunnen. Dieses entstand als DDR-Plattenbausiedlung zwischen 1975 und 1987 nordöstlich der Bautzener Altstadt.

## Stadtteilbegrenzung
Der Stadtteil wird begrenzt durch die Bundesautobahn 4, die Muskauer Straße, die zu den ungeraden Adressen Gesundbrunnenring 1 bis 23 gehörenden Flurstücke, den Gesundbrunnenring, die Juri-Gagarin-Straße und die Spree.

## Der Name „Gesundbrunnen“
Im Jahr 1551 soll Johannes Röhrscheidt (eine Verwandtschaft mit dem Erbauer der Alten Wasserkunst Wenzel Röhrscheidt ist nicht nachweisbar, aber auch nicht auszuschließen) einen Brunnen auf der damaligen Männerhospitalwiese angelegt haben. Der speisenden Quelle wurden von den Bautzenern bald heilende Kräfte nachgesagt, woraus sich der Name ergab.
Auf alten Karten liest man die Bezeichnung Gesundborn.
1837 wurde eine Sammlung zum Erhalt des Brunnens veranstaltet. Für 40 Taler und 4 Groschen wurde er 1845 saniert und ein Weg zum Brunnen angelegt. Bei Wartungsarbeiten wurde 1879 eine heute verschollene Bleiplatte entdeckt, die in lateinischer Schrift auf Johannes Röhrscheidt verwies. Eine deutsche Übersetzung wurde in den Fels des Brunnens gemeißelt: „Dieser Brunnen wurde von Johannes Röhrscheidt im Jahre 1551 auf eigene Kosten erschlossen und zum allgemeinen Gebrauch überlassen.“ 1920 wurde der Brunnen nochmals saniert.
Bei der Errichtung des Wohngebietes Gesundbrunnen wurde die Gesundbrunnensenke aufgefüllt und der Brunnen mit Brunnenringen gesichert und der Schacht mit einem Schleusendeckel verschlossen. Bei Nachforschungen im Mai 2006 wurde eine weitgehende Unversehrtheit des Brunnens festgestellt.

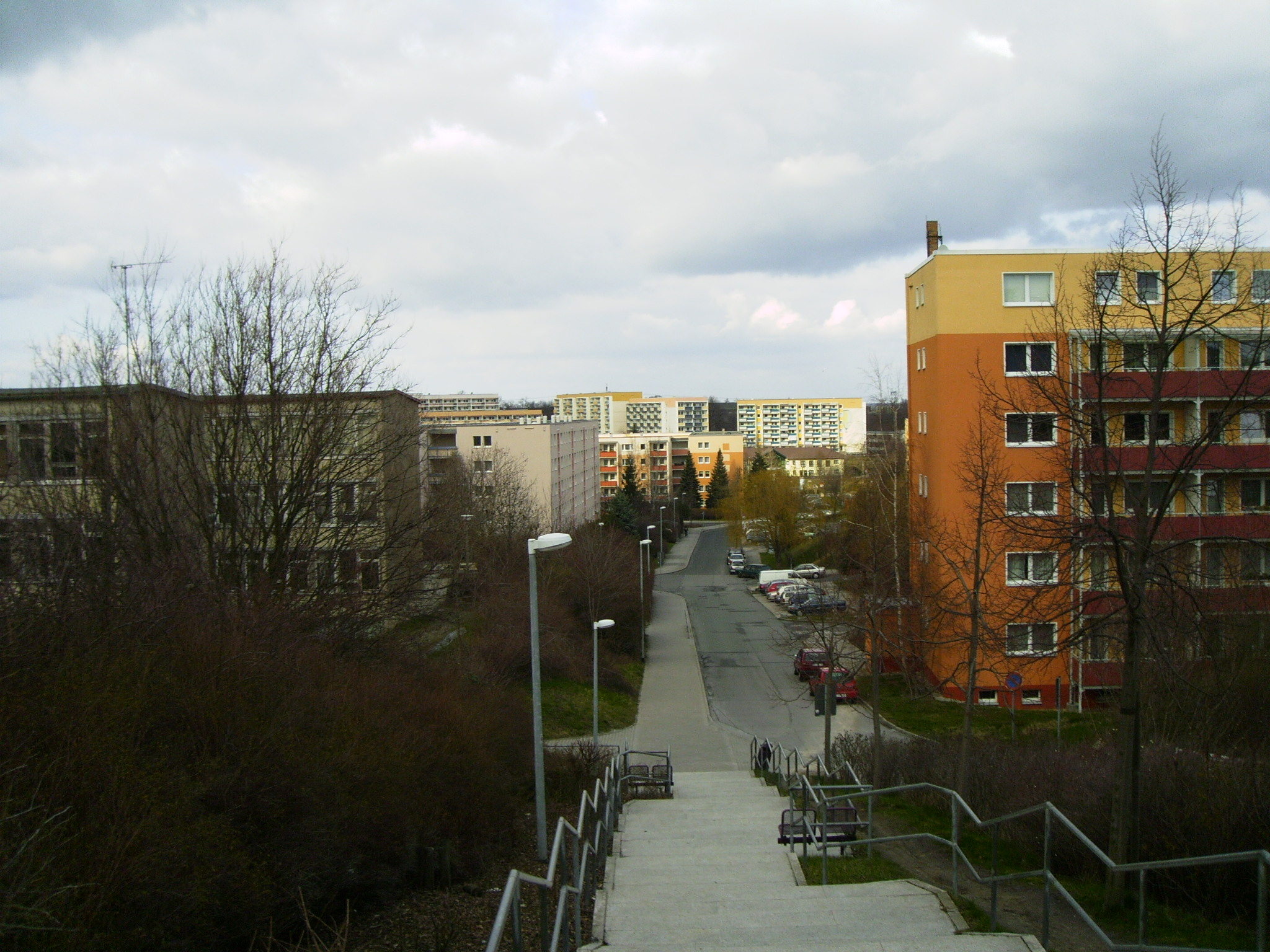
Blick auf die Albert-Einstein-Straße, links das ehemalige Einstein-Gymnasium (2016 abgerissen)

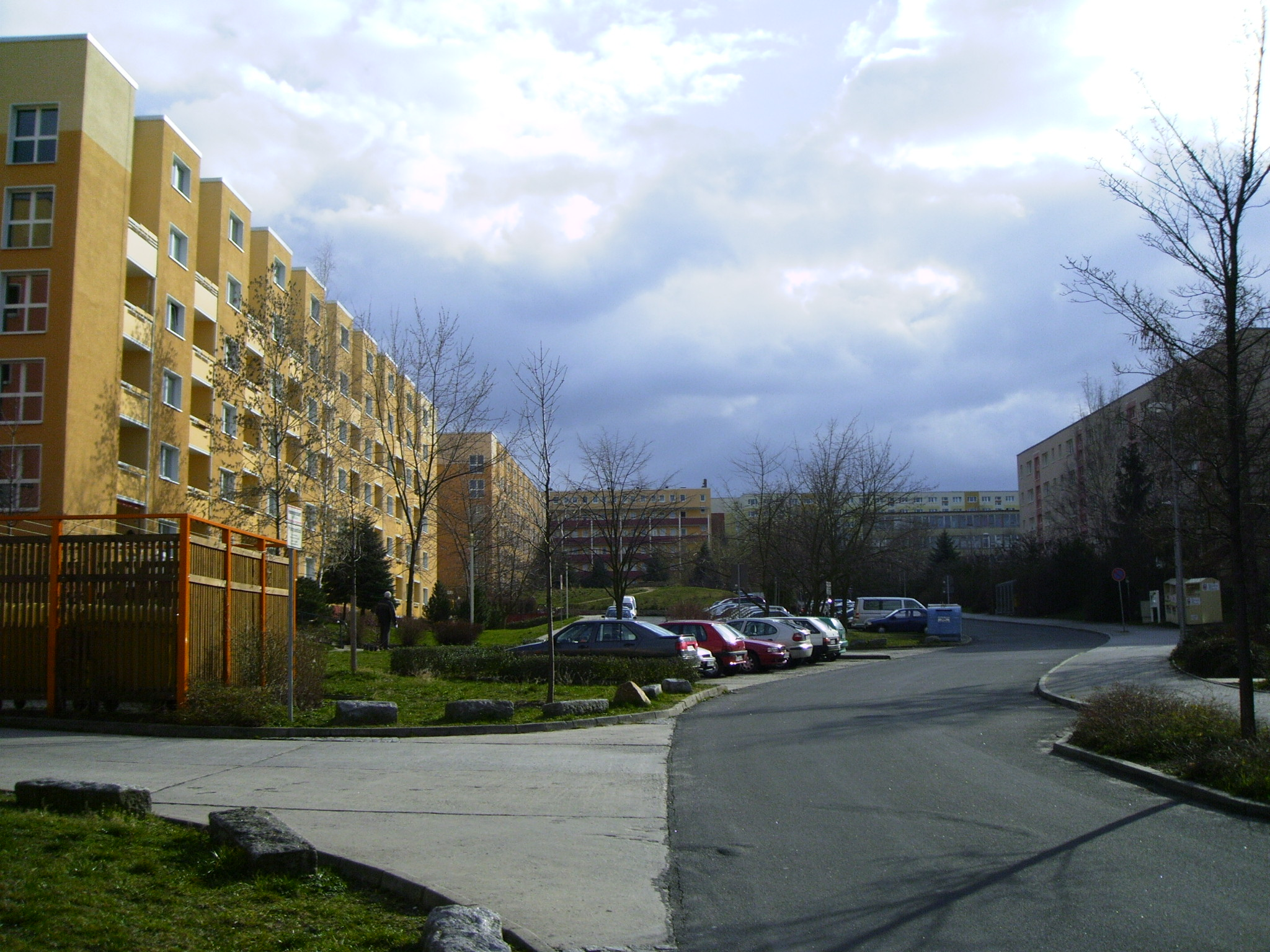
Sanierte und umgestaltete Blocks an der Einstein-Straße

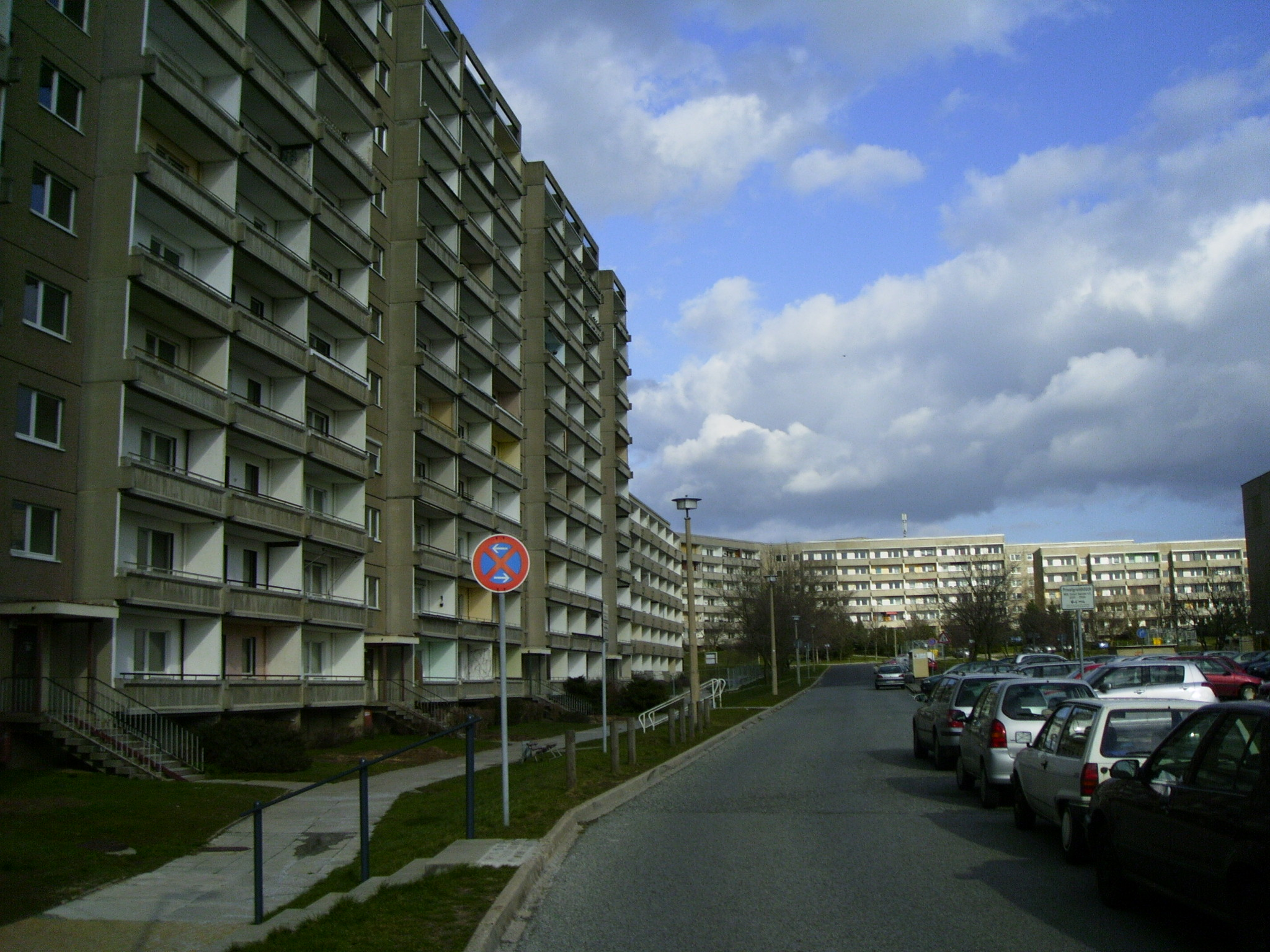
Elfgeschosser an der Otto-Nagel-Straße (2007 abgerissen)

## Geschichte des Wohngebietes Gesundbrunnen
Bereits in den 1960er Jahren wurde in der DDR ein umfangreiches Wohnbauprogramm zur Verringerung der Wohnungsknappheit und zum geplanten Ausbau Bautzens zum industriellen Zentrum der Region angeschoben. 1973/74 wurde das Gebiet um die Gesundbrunnenquelle für das größte Wohngebietsneubauvorhaben der Stadt ausgewählt. Nach ersten Bauplanungen 1974 begann man mit Geländeregulierungs- und Erschließungsmaßnahmen. 1975 wurden die ersten Plattenbauten vom Typ IW 64 und eine zentrale Baustelleneinrichtung fertiggestellt. Der Entwurf eines Kollektivs um Wolfgang Tillner ging 1976 aus dem Architekturwettbewerb des Ministeriums für Bauwesen, des Bundes der Architekten in der DDR und der Fachzeitschrift Architektur in der DDR als Preisträger hervor. Die verschiedenen Entwürfe und auch das später realisierte Neubaugebiet unterschieden sich von anderen Plattenbaugebieten durch die weniger strikte rasterartige Straßenführung und Gebäudeplatzierung aufgrund des bewegten Geländes.
Zwischen 1975 und 1987 wurden circa 6000 Wohnungen errichtet, vorwiegend in Häusern vom Typ WBS 70. Als Sonderform entstanden Terrassenhäuser in traditioneller Ziegelbauweise, die als Lehrbaustelle zur Ausbildung im Baugewerbe verwendet wurden. Die Fernwärmeversorgung wurde vom Heizkraftwerk im Norden der Stadt Bautzen sichergestellt. Seit 1979 kamen die Wohnungsbauelemente zum Bau des Typs WBS 70 aus dem Plattenwerk Bautzen, welches zunächst mit Technologie aus der Sowjetunion ausgestattet war. Dieses versorgte in der Folgezeit auch den gesamten Ostteil des Bezirkes Dresden und Gebiete darüber hinaus. Verschiedenen Bautzener Baubetriebe wurden bereits 1972 in den VEB Wohnungsbau und den VEB Tiefbau überführt, welche maßgeblich an der Realisierung des Stadtteiles Gesundbrunnen beteiligt waren. Am 1. Januar 1977 zogen die ersten Mieter in die Häuser des Gesundbrunnenrings 18, 20, 22, 24 ein. 1985 war Baubeginn für das „Kaufhaus Kaskade“ (als Ergebnis einer Eingabe nach Berlin). Fertiggestellt 1988 und eröffnet am 4. Oktober 1988. Der Bau des Gemeindezentrums Bautzen Gesundbrunnen wurde noch vor der politischen Wende 1989 begonnen.
Nach der deutschen Wiedervereinigung 1990 wurde der Schwerpunkt der Stadtentwicklung in Bautzen zunächst hauptsächlich auf den Erhalt der in ihrer Substanz gefährdeten Altstadt verlegt. Insbesondere seit der zweiten Hälfte der 1990er Jahre wurden aber wieder bedeutende Mittel zur Wohnumfeldverbesserung des Stadtteiles aufgewendet. Auch das Stadtteilmanagement versucht dem teilweise schlechten Ruf des Wohnviertels seit der Wende entgegenzuwirken und die Bedeutung des Stadtteils für die Stadt aufzuzeigen. Auch wenn für die Zukunft weitere Rückbaumaßnahmen vorgesehen sind, wird der Stadtteil an sich nicht in Frage gestellt. Dies wurde unter anderem auch durch die Neubauten der Bautzener Feuerwache 2001–2002 und der Bautzener Schwimmhalle „Röhrscheidtbad“ 2003–2005 unterstrichen.

## Einwohnerentwicklung
Der Stadtteil Bautzen Gesundbrunnen war von 1983 bis 2006, als aufgrund eines Stadtratsbeschlusses der Stadtteil Nordostring gebildet wurde, der deutlich einwohnerstärkste Stadtteil der Stadt Bautzen. Die geplante Einwohnerzahl von 20.000 Bewohnern wurde allerdings nie erreicht. Seit 1990 sind viele Einwohner des Stadtteils in andere Bautzener Stadtteile umgezogen und haben dort zu verhältnismäßig geringem Leerstand beigetragen. Im Rahmen des Programmes Stadtumbau Ost wurden einige Gebäude abgebrochen. Auch die im ersten Foto gezeigten Elfgeschosser werden 2007/08 zurückgebaut.
Bis heute ist Gesundbrunnen der Stadtteil mit der höchsten Einwohnerdichte. Ein Fünftel aller Bautzner leben hier auf etwa 1,6 Prozent der Stadtfläche. Der Stadtteil hat mit 20,9 % die mit Abstand höchste Arbeitslosenquote im Stadtgebiet (Bautzen gesamt: 11,2 %).
Einwohnerzahlen jeweils zum 31. Dezember:

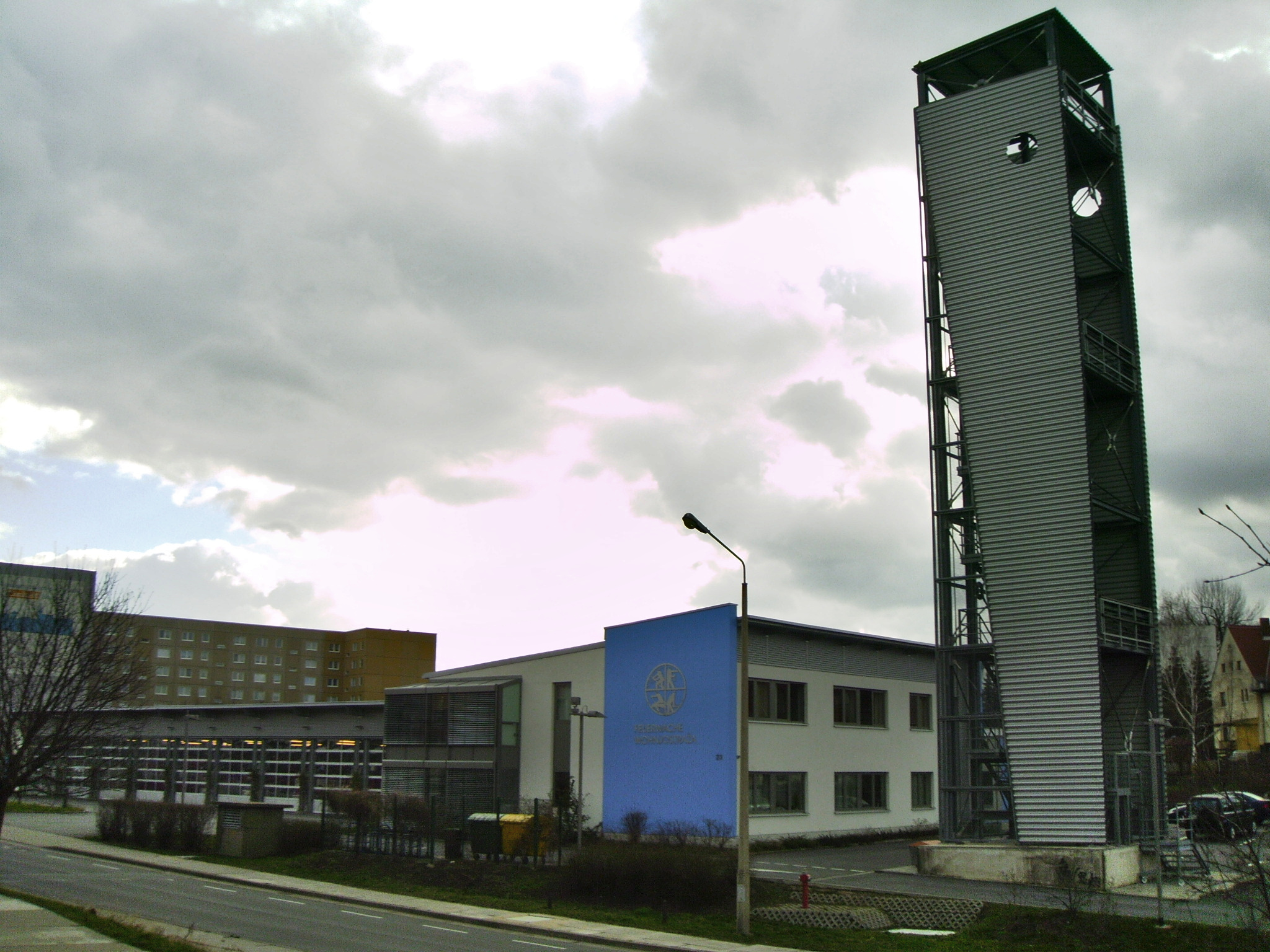
Stadtumbau: Die neue Feuerwache der Bautzener Feuerwehr am Gesundbrunnenring

- 1980: 2.934
- 1983: 10.675
- 1985: 12.435
- 1988: 15.445
- 1989: 15.237
- 1990: 15.408
- 1992: 14.864
- 1993: 14.096
- 1994: 13.761
- 1995: 13.379
- 1996: 12.839
- 1997: 11.828
- 1998: 10.942
- 1999: 10.051
- 2000: 9.117
- 2001: 8.568
- 2002: 8.649
- 2003: 8.592
- 2004: 8.549
- 2005: 8.381
- 2008: 8.178
- 2010: 7.832
- 2011: 7.721
- 2013: 7.520
- 2014: 7.421
- 2015: 7.332
- 2016: 7.325
- 2017: 7.207
- 2018: 7.039
- 2019: 6.825
- 2020: 6.632
- 2021: 6.494
- 2022: 6.420
- 2023: 6.268

## Programme
Im Rahmen des Stadtumbau-Ost wurde 2002 ein Entwicklungskonzept für den Gesundbrunnen „Hin zum Wasser“ (dem Vorstau der Talsperre Bautzen) vorgestellt. Das Wohngebiet Bautzen-Gesundbrunnen ist in das Bund-Länder-Programm „Soziale Stadt“ aufgenommen worden.

## Sonstiges
In seinem Buch „Bild des Vaters“ beschreibt Jurij Brězan unter anderem den Bau des Stadtteils Gesundbrunnen. Brězan war mit dem ersten Projektanten des Gebietes Herrn Kleinschmidt befreundet . Jährlich im Spätsommer wird das sogenannte Gesundbrunnenfest veranstaltet, zu dem die örtliche evangelisch-lutherische Kirchgemeinde mit einem „Familientag“ einen maßgeblichen Beitrag leistet.

## Zitate zum Gesundbrunnen
„Der erste Entwurf wurde leider nicht gebaut. Es entstand ein Wohnort, der mit den ursprünglichen Planungen wenig zu tun hatte. Zwei Faktoren spielten eine entscheidende Rolle: Es wurden mehr Wohnungen gebraucht als ursprünglich vorgesehen, und Geld und Material waren äußerst knapp. So entstand eine Plattenbausiedlung in einer reizvollen Umgebung, die dabei einiges von ihrem besonderen Reiz draufgeben mußte. Ich bin überzeugt, dass ohne diese Handicaps und eine gewisse ideologische Beschränktheit dieser Stadtteil wohl der schönste der Stadt sein würde.“